# Cleistes moritzii
Cleistes moritzii é uma espécie de orquídea terrestre de folhas alternadas e flores grandes que abrem em sucessão, com raízes tuberosas delicadas, habitante da Guiana, venezuela e Equador.